# ハアシアサウルス
ハアシアサウルス（学名: Haasiasaurus）は、初期のモササウルス科の絶滅した属。当初はM・J・ポルシンらによりハアシア ("Haasia") と命名されており、これは古生物学者ジョージ・ハースへの献名であった。このオリジナルの学名は1893年にボルマンが命名したヤスデの Haasia とのジュニアホモニムとなった。
ハアシアサウルスは全長2.5メートルと、セノマニアンの時代では最大のモササウルス科爬虫類の1つであった。本属に分類される種には Haasiasaurus gittelmani がおり、本種はエルサレムの北部約20キロメートルに位置する、パレスチナのヨルダン川西岸地区アイン・ヤブロードの付近の、1億年前の後期白亜紀セノマニアンの岩石で発見された。